# هارولد باچه
هارولد باچه (انگلیسی: Harold Bache؛ ۲۰ آوریل ۱۸۸۹ – ۱۵ فوریهٔ ۱۹۱۶) بازیکن کریکت، بازیکن فوتبال، و افسر (نیروهای مسلح) اهل پادشاهی متحد بریتانیای کبیر و ایرلند بود.
از باشگاه‌هایی که در آن بازی کرده‌است می‌توان به باشگاه فوتبال وست برومویچ آلبیون اشاره کرد.